# Liga Leumit 1997-1998
La Liga Leumit 1997-1998 è stata la 57ª edizione della massima serie del campionato israeliano di calcio.
Le 16 squadre partecipanti si affrontarono in un girone all'italiana con partite di andata e ritorno.
Le ultime due classificate furono retrocesse in Liga Artzit, da cui vennero promosse le prime due classificate.
Il torneo fu vinto, per la quarta volta, la seconda consecutiva, dal Beitar Gerusalemme.
Capocannoniere del torneo fu Alon Mizrahi, del Maccabi Haifa, con 18 goal.

## Squadre partecipanti
| Club                | Città         |
| ------------------- | ------------- |
| Beitar Gerusalemme  | Gerusalemme   |
| Bnei Yehuda         | Tel Aviv      |
| Hapoel Ashkelon     | Ashkelon      |
| Hapoel Be'er Sheva  | Be'er Sheva   |
| Hapoel Beit She'an  | Beit She'an   |
| Hapoel Gerusalemme  | Gerusalemme   |
| Hapoel Haifa        | Haifa         |
| H. Rishon LeZion    | Rishon LeZion |
| Hapoel Kfar Saba    | Kfar Saba     |
| Hapoel Petah Tiqwa  | Petah Tiqwa   |
| Hapoel Tel Aviv     | Tel Aviv      |
| Ironi Ashdod        | Ashdod        |
| Maccabi Haifa       | Haifa         |
| Maccabi Herzliya    | Herzliya      |
| Maccabi Petah Tiqwa | Petah Tiqwa   |
| Maccabi Tel Aviv    | Tel Aviv      |

## Classifica
|                     | Pos. | Squadra             | Pt | G  | V  | N  | P  | GF | GS | DR  |
| ------------------- | ---- | ------------------- | -- | -- | -- | -- | -- | -- | -- | --- |
| Campione di Israele | 1.   | Beitar Gerusalemme  | 69 | 30 | 20 | 9  | 1  | 71 | 33 | +38 |
|                     | 2.   | Hapoel Tel Aviv     | 68 | 30 | 21 | 5  | 4  | 44 | 16 | +28 |
|                     | 3.   | Hapoel Haifa        | 60 | 30 | 17 | 9  | 4  | 59 | 27 | +32 |
|                     | 4.   | Maccabi Haifa       | 52 | 30 | 15 | 7  | 8  | 49 | 34 | +15 |
|                     | 5.   | Hapoel Petah Tiqwa  | 42 | 30 | 12 | 6  | 12 | 41 | 41 | 0   |
|                     | 6.   | Maccabi Tel Aviv    | 39 | 30 | 10 | 9  | 11 | 42 | 35 | +7  |
|                     | 7.   | Hapoel Kfar Saba    | 38 | 30 | 10 | 8  | 12 | 39 | 39 | 0   |
|                     | 8.   | Maccabi Herzliya    | 36 | 30 | 9  | 9  | 12 | 37 | 40 | -3  |
|                     | 9.   | Maccabi Petah Tiqwa | 36 | 30 | 8  | 12 | 10 | 27 | 31 | -4  |
|                     | 10.  | H. Rishon LeZion    | 36 | 30 | 10 | 6  | 14 | 42 | 52 | -10 |
|                     | 11.  | Hapoel Gerusalemme  | 34 | 30 | 8  | 10 | 12 | 35 | 45 | -10 |
|                     | 12.  | Ironi Ashdod        | 33 | 30 | 8  | 9  | 13 | 39 | 57 | -18 |
|                     | 13.  | Hapoel Beit She'an  | 31 | 30 | 8  | 7  | 15 | 35 | 51 | -16 |
|                     | 14.  | Bnei Yehuda         | 31 | 30 | 8  | 7  | 15 | 26 | 42 | -16 |
|                     | 15.  | Hapoel Be'er Sheva  | 30 | 30 | 7  | 9  | 14 | 38 | 57 | -19 |
|                     | 16.  | Hapoel Ashkelon     | 19 | 30 | 5  | 6  | 19 | 26 | 50 | -24 |

## Verdetti
- Beitar Gerusalemme campione di Israele 1997-1998, qualificato al primo turno preliminare della Champions League 1998-1999
- Maccabi Haifa qualificato al turno preliminare della Coppa delle Coppe 1998-1999 in quanto vincitore della Coppa di Stato 1997-1998
- Hapoel Tel Aviv qualificato al primo turno preliminare della Coppa UEFA 1998-1999
- Hapoel Haifa qualificato alla fase a gironi della Coppa Intertoto 1998
- Hapoel Be'er Sheva e Hapoel Ashkelon retrocessi in Liga Artzit 1998-1999
- Maccabi Giaffa e Hapoel Tzafririm Holon promossi in Liga Leumit 1998-1999